# Albino Mensa

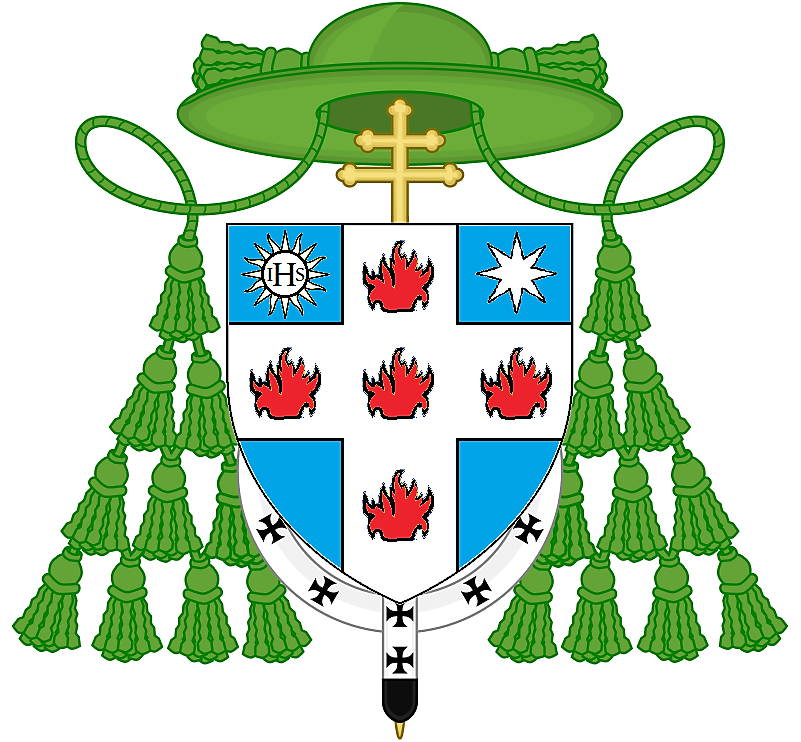
Erzbischofswappen von Albino Mensa

Albino Mensa (* 14. Januar 1916 in Villa Alicia, Argentinien; † 8. Januar 1998) war ein italienischer römisch-katholischer Geistlicher und Erzbischof von Vercelli.

## Leben
Als Kind von Auswanderern wurde Albino Mensa in Argentinien geboren. Nach dem Tod der Mutter kehrte die Familie nach Pinerolo, ihrem Heimatort im Piemont, zurück, wo Albino Mensa das diözesane Seminar besuchte. Er empfing am 29. Juni 1939 das Sakrament der Priesterweihe. Es folgte ein Lizentiat in Theologie an der Lateranuniversität in Rom. Danach war er Pfarrer in Pinerolo. Im Jahr 1947 ging er nach Argentinien, wo er zehn Jahre lang die Seelsorge an italienischen Immigranten ausübte. Zudem war er nationaler Direktor der Opere d’emigrazione in Argentina. Nach seiner Rückkehr 1957 wurde er zum Kanoniker der Kathedrale und Generalvikar der Diözese ernannt.
Papst Johannes XXIII. berief ihn am 28. März 1960 zum Bischof von Ivrea. Die Bischofsweihe spendete ihm am 22. Mai 1960 der Bischof von Pinerolo, Gaudenzio Binaschi; Mitkonsekratoren waren Dionisio Borra, Bischof von Fossano, und Luigi Barbero, Bischof von Vigevano. Albino Mensa nahm an allen vier Sitzungsperioden des Zweiten Vatikanischen Konzils teil. Am 12. Oktober 1966 ernannte Papst Paul VI. ihn zum Erzbischof von Vercelli.
Seinem altersbedingten Rücktrittsgesuch gab Papst Johannes Paul II. am 4. Juni 1991 statt.